# Lorna Simpson
Lorna Simpson (13 de agosto de 1960, Crown Heights, Brooklyn, New York) é uma fotógrafa e artista multimídia americana. Ela ganhou destaque nas décadas de 1980 e 1990 com obras de arte como Guarded Conditions e Square Deal.
Filha de mãe afro-americana e pai jamaicano-cubano, Simpson é mais conhecida por seu trabalho como fotógrafa, além de instalações, colagens e filmes.
Suas obras têm sido incluídas em inúmeras exposições nacionais e internacionais. Seus primeiros trabalhos levantaram questões sobre identidade, gênero, raça e história. Simpson continua a explorar esses temas em relação à memória e à história em várias mídias, incluindo fotografia, filme, vídeo, pintura, desenho, áudio e escultura.

## Educação
A artista frequentou a Escola de Artes Visuais na cidade de Nova York, onde recebeu o título de Bacharel em Belas Artes em Pintura em 1982. Antes de receber seu título de bacharel, Simpson viajou para a Europa, África e Estados Unidos, onde desenvolveu ainda mais suas habilidades através da fotografia documental. Durante esse tempo, ela estagiou no Studio Museum no Harlem, familiarizando-se com a prática de David Hammons, entre outros, que era um artista residente.
A artista recebeu o título em artes visuais, pela Universidade da Califórnia San Diego, em 1985.
Em San Diego, estudou fotografia e arte conceitual, com os artistas conceitual Allan Kaprow, a artista performática Eleanor Antin, os cineastas Babette Mangolte, Jean-Pierre Gorin e o poeta David Antin.
O que surgiu foi seu estilo característico de "foto-texto". Nessas fotos, Simpson inseriu texto gráfico em retratos de estúdio. Ao fazer isso, Simpson trouxe um significado conceitual inteiramente novo para as obras. Essa nova perspectiva e estilo de Simpson derivou de sua curiosidade sobre se a fotografia documental era ou não factual ou servia como uma verdade construída gerada pelo próprio fotógrafo documental.
Esses trabalhos geralmente se relacionam com a análise e crítica de narrativas estereotipadas pertencentes a gênero e raça contextualizando a experiência de mulheres afro-americanas dentro da cultura visual e material americana.

## Carreira Internacional
Sua producao entre as décadas de 1980 e 1990,  retrata mulheres afro-americanas de uma forma que vão a favor de representações afirmativas e reais das mulheres retratadas.
Alguns artistas que influenciaram seu trabalho incluem   Adrian Piper, Felix-Gonzalex Torres; e escritores como Ishmael Reed, Langston Hughes, Ntozake Shange, Alice Walker e Toni Morrison.
Ela recebeu uma bolsa do National Endowment for the Arts em 1985 e, em 1990, tornou-se a primeira mulher afro-americana a expor na Bienal de Veneza. Ela também foi a primeira mulher afro-americana a ter uma exposição individual no Museu de Arte Moderna de Nova York (MoMA).
Simpson segue explorando várias mídias e técnicas, incluindo fotografias bidimensionais, bem como serigrafias de suas fotografias em grandes painéis de feltro, criando instalações ou produzindo trabalhos em vídeo, como Call Waiting (1997).
Em 1997, Simpson recebeu a bolsa Artist-in-Residence do Wexner Center for the Arts em Columbus, Ohio, onde exibiu seus trabalhos em fotografia. Na década de 2000, ela começou a explorar o meio de videoinstalações. Em 2001, recebeu o Whitney Museum of Art Award e, em 2007, seu trabalho foi apresentado em uma retrospectiva de 20 anos no Whitney Museum of American Art em sua cidade natal, Nova York.
Ela exibiu pinturas pela primeira vez em 2015 na 56ª Bienal de Veneza, seguida por uma exibição na galeria Salon 94 Bowery, em Nova York.
Em 2016, Lorna Simpson criou a capa do álbum Black America Again de Common. No mesmo ano, ela foi destaque no livro In the Company of Women, Inspiration and Advice from over 100 Makers, Artists, and Entrepreneurs.
Em uma edição de 2017 da revista Vogue, Simpson apresentou uma série de retratos de 18 mulheres artistas. As artistas contemporâneas fotografadas incluíam Teresita Fernández, Huma Bhabha e Jacqueline Woodson.
Embora ela tenha construído sua carreira como fotógrafa conceitual, desde então explorou várias mídias, incluindo vídeo, instalação, desenho, pintura e filme em suas peças.
Quando questionada sobre sua carreira, Simpson diz: "Sempre fiz exatamente o que queria fazer, independentemente do que estava por aí. Eu apenas segui esse princípio e, como resultado, sou uma pessoa muito mais feliz. E não consigo imaginar tentar satisfazer qualquer público em particular".
O trabalho de Simpson está incluído na exposição Afrofuturist, Before Yesterday We Could Fly no Metropolitan Museum of Art.
O trabalho de Simpson foi incluído na exposição de 2022 Women Painting Women no Museu de Arte Moderna de Fort Worth, Texas.

## Trabalho
Em 2009, Simpson criou uma peça chamada May, June, July, August '57/'09 #8. Neste trabalho, Lorna Simpson combina fotos de si mesma com uma série de fotos que ela adquiriu através do eBay. As fotos que ela comprou no eBay eram de uma mulher não identificada e, ocasionalmente, de um homem, em poses atraentes e encenadas. Eventualmente, ela decidiu recriar as imagens tirando fotos de si mesma na mesma pose e roupas da mulher nas fotos de 2009.
O trabalho de Simpson discute a representação de mulheres negras e expressa a relação da sociedade contemporânea com raça, etnia, classe e sexualidade. Em muitas de suas obras, os temas são mulheres negras com rostos obscurecidos, causando uma negação do olhar e da interação associada à troca visual. O uso de Simpson de "figuras invertidas" foi usado não apenas para "recusar o olhar", mas também para "negar qualquer acesso presumido à personalidade do modelo e refutar tanto os impulsos classificatórios quanto as projeções emocionais tipicamente satisfeitas por retratos fotográficos de negros. assuntos."
Na videoinstalação de 2003 intitulada, Corridor, Lorna Simpson coloca duas mulheres lado a lado; uma empregada doméstica de 1860 e um rico proprietário de uma casa de 1960. Ambas as mulheres são retratadas pela artista Wangechi Mutu. A respeito de Corridor, a artista comentou: "Eu não apareço em nenhum dos meus trabalhos. Acho que talvez haja elementos e momentos nele que eu uso de minha própria experiência pessoal, mas isso, por si só, não é tão importante quanto o que o trabalho está tentando dizer sobre a maneira como interpretamos a experiência ou a maneira como interpretamos as coisas sobre identidade."

## Prêmios e honrarias
- 1985 – National Endowment for the Arts Fellowship, Estados Unidos[1]
- 1987 – Workspace Grant, Jamaica Arts Center[32]
- 1989 – Artists Space, Nova York
- 1990 – Prêmio Fundação Louis Comfort Tiffany, Nova York
- 1994 – Artist Award, College Art Association, New York
- 1997 - Artist-in-Residence Grant, Wexner Center for the Arts, Columbus, Ohio[33]
- 1998 – Finalista, Prêmio Hugo Boss 1998, Fundação Solomon R. Guggenheim, Nova York
- 2001 – Whitney Museum of American Art Award, patrocinado pela Cartier for Contemporary Art, Nova York
- 2003 – Distinguished Artist-In-Residence, Christian A. Johnson Endeavor Foundation, Colgate University, Hamilton
- 2014 – Finalista, Deutsche Börse Photography Prize[34]
- 2018 - SMFA Medal Award, School of the Museum of Fine Arts at Tufts Awardee, Boston, MA[35]
- 2019 – Vencedora, Medalha J. Paul Getty (juntamente com Mary Beard e Ed Ruscha)[36]